# Alex Surprenant (soccer)
Pour les articles homonymes, voir Surprenant.
Ne pas confondre avec Alex Surprenant, entraîneur de football canadien.
Alex Surprenant, né le 4 septembre 1989 à Saint-Alexandre (Québec, Canada), est un joueur de soccer canadien qui évolue au poste de défenseur. Il est actuellement sans contrat.

## Carrière
Alex Surprenant a joué pour les Lakers du Lac-Saint-Louis de la Ligue de soccer élite du Québec (LSÉQ) où il a été nommé meilleur défenseur de la ligue dans la catégorie U-16 en 2004. Il a aidé son club à remporter la médaille d'or des U-18 du Championnat canadien des clubs en 2006. Il a aussi participé aux Jeux du Canada en 2005 et aidé l'équipe du Québec à remporter la médaille de bronze. 
Surprenant a aussi joué 9 matchs pour l'équipe nationale canadienne des moins de 20 ans.
Il a joué la saison 2007 avec l'Attak de Trois-Rivières. Il s'est entraîné avec l'Impact de Montréal dans la Première division de United Soccer Leagues,  à partir de juillet 2007 sans prendre part à aucun match. La saison suivante, il est resté avec l'Impact de Montréal, étant alors le plus jeune joueur de l'équipe. Le 15 mai 2009, il est retourné à l'Attak, club-école de l'Impact, mais continue à s'entraîner avec le club montréalais.
Après n'avoir joué qu'un match avec Montréal en 2009, son contrat se termine en janvier 2010. il fait alors un essai avec Toronto où il se déchire l'ischio-jambier. Sans contrat et indisponible pour 7 mois, il passe une saison blanche. Après un essai de deux semaines en décembre 2010, Alex Surprenant signe un contrat pour la saison 2011 avec le Edmonton FC, équipe d’expansion en NASL le 24 février 2011. Participant dans 20 des 28 match du club d'Edmonton, Surprenant connait une bonne saison et son club se qualifie pour les séries éliminatoires de la NASL.  Le 12 octobre 2011, il est libéré par le club, il est actuellement sans contrat.

## Statistiques en carrière
| Club                    | année | pj | pd | MIN  | B | P | PTS | C | E |
| ----------------------- | ----- | -- | -- | ---- | - | - | --- | - | - |
| Attak de Trois-Rivières | 2007  | 21 | 21 | 1787 | 2 | 0 | -   | 3 | 0 |
| Impact de Montréal      | 2008  | 13 | 7  | 639  | 1 | 0 | 2   | 2 | 0 |
| Impact de Montréal      | 2009  | -  | -  | -    | - | - | -   | - | - |
| FC Edmonton             | 2011  | 20 | 20 | n/d  | 2 | 2 | 4   | 6 | 0 |